# Robert Pashley
Robert Pashley (* 4. September 1805 in York; † 29. Mai 1859 in London) war ein englischer Ökonom und Reiseschriftsteller.

## Biografie
Robert Pashley wurde am 4. September 1805 in Hull als Sohn von Robert Pashley und seiner Frau Sarah (geborene Fisher) geboren, und zwar angeblich in eine „sehr alte und ehrenwerte Familie“. Er studierte ab 1825 Mathematik und Klassische Literatur am Trinity College in Cambridge. Das Studium schloss er 1832 mit dem M.A. ab.
Pashley unternahm mehrere Reisen. Die längste führte ihn in den östlichen Mittelmeerraum, und zwar nach Griechenland, Kreta, Albanien, Kleinasien, Konstantinopel und Malta. Er verließ England Ende 1832, verbrachte den Frühling und Sommer 1833 in Griechenland und Kreta, den Herbst in Kleinasien und am Bosporus, die Zeit von Dezember 1833 bis Januar 1834 schließlich auf Malta.

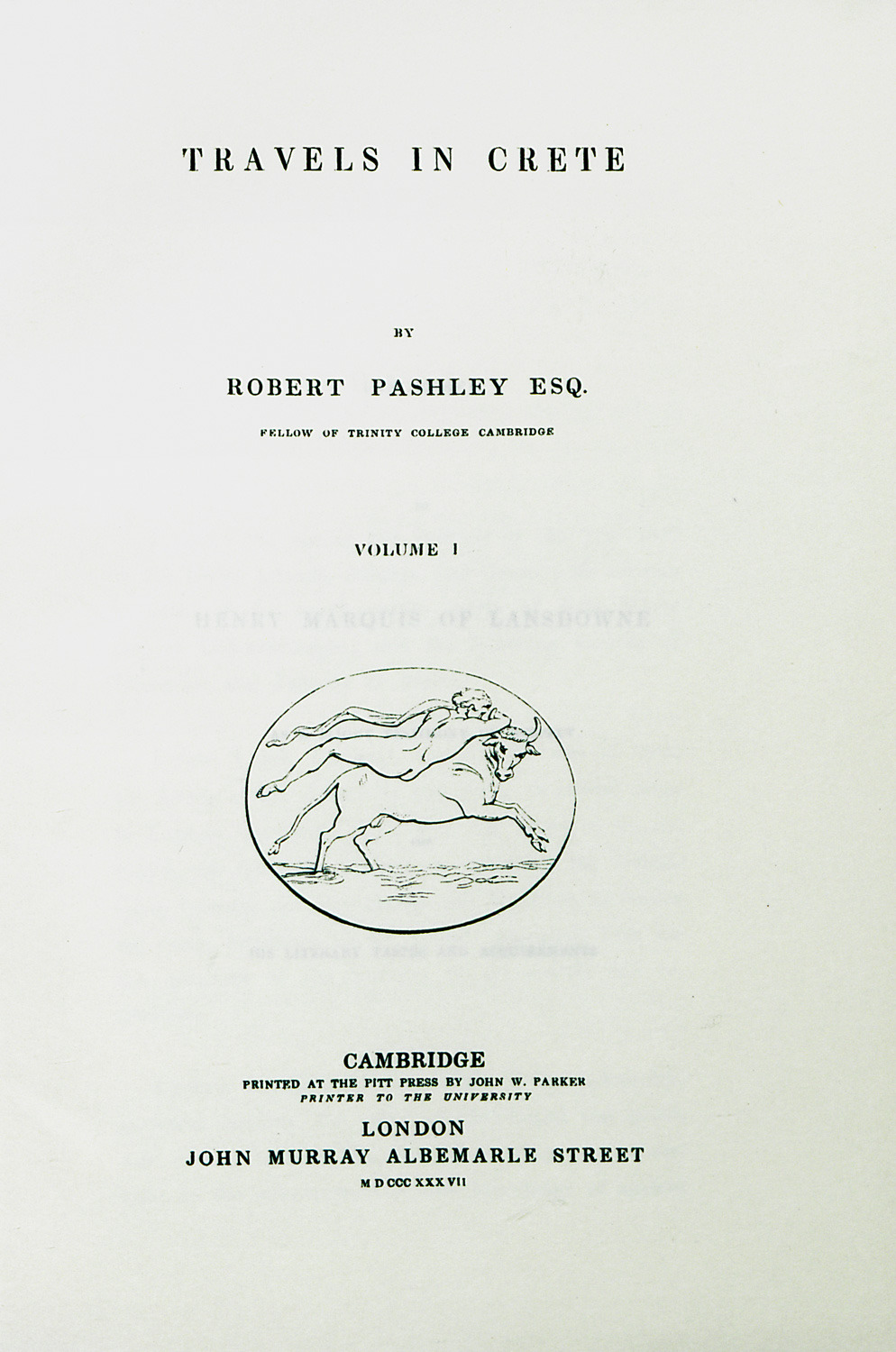
Travels in Crete, Titelblatt des ersten Bandes (1837)

Über einen Teil seiner Reise – seinen dreimonatigen Aufenthalt in Kreta vom 8. Februar bis Anfang Mai 1834 – verfasste er den zweibändigen Reisebericht Travels in Crete (1837), der heute Pashleys bekanntestes Werk ist. Er durchquerte die Insel, die damals zum Osmanischen Reich gehörte, mit lokalen Führern. Sein Bericht, den er auf der Grundlage eines detaillierten Reisetagebuchs schrieb, enthält zahlreiche Notizen über Altertümer, Ruinenstätten (Knossos u. a.) und antike Inschriften, aber auch die Lebensverhältnisse, Sitten und religiösen Überzeugungen (z. B. betreffs des Vampirglaubens) der Bewohner Kretas zu seiner Zeit. In der Geschichte der Archäologie ist sein Name mit dem Umstand verbunden, dass er als erster die korrekte Lage von Kydonia (heute im Stadtgebiet von Chania) ausfindig machte. Zugleich hielt er zahlreiche Details an Orten fest, die erst viele Jahrzehnte später von Archäologen zum ersten Mal erforscht und ergraben wurden, weshalb sein Reisebericht immer wieder als Quelle für Einzelfragen des kretischen Altertums herangezogen worden ist. Schon bei Erscheinen wurde der Wert seines Reiseberichts allgemein gewürdigt. Eine lange, 20-seitige Rezension in den Annalen der Erd-, Völker und Staatenkunde glaubte, „mit lobender Anpreisung“ nicht zurückhaltend sein zu dürfen, und schrieb: „Pashley ist ein eben so gelehrter als anmuthig schreibender Autor; sein Bericht ist äußerst befriedigend“.
Nach seiner Rückkehr nach England arbeitete er als Rechtsanwalt und wurde im November 1837 in eine der englischen Anwaltskammern (The Inner Temple) aufgenommen. Im März 1838 verlor er seine Bibliothek, seine Manuskripte und seine antiken Sammlungsobjekte, als sein Büro bei einem Feuer im Temple ausbrannte. „Noch der kleinste Schnipsel meines unveröffentlichten Materials über Kreta und Kleinasien fiel den Flammen im Temple zum Opfer“, schrieb er noch im Mai 1852 an einen Freund.
Im Jahr 1851 wurde er zum Kronanwalt (KC) bestellt, die Krönung seiner juristischen Karriere. Im folgenden Jahr bewarb er sich um einen Parlamentssitz – für die Stadt York –, wurde aber nicht gewählt (tatsächlich zog er seine Kandidatur schon vor der Wahl zurück, als klar war, dass er nicht die notwendigen Stimmen erhalten würde). In der ersten Hälfte der 1850er Jahre veröffentlichte Pashley auch zwei Schriften zu ökonomischen Fragen.
Pashley starb am 29. Mai 1859 in seiner Wohnung am  Manchester Square in London. Seine Grabstätte befindet sich auf dem Friedhof Kensal Green.

## Trivia
Alexander Baillie-Cochrane, 1st Baron Lamington (1816–1890), der Sohn des bekannten Admirals Thomas John Cochrane, widmete mehrere seiner Gedichte („Sibylline Leaves“) aus der Sammlung Poems (1838) seinem Freund Robert Pashley. Beide kannten sich vermutlich aus Cambridge.
Bis 1846 betrieb Robert Pashley zusammen mit seinem Bruder Charles einen Wein- und Spirituosenhandel in Worksop, Nottinghamshire.

## Familie
Pashley war seit 1853 mit Marie, der einzigen Tochter des preußischen Generalmajors Adolf Lauer von Münchhofen, verheiratet. Das Paar soll drei, nach Dudley Moore jedoch nur ein Kind – einen Sohn – gehabt haben. Das Gothaische genealogische Taschenbuch erwähnt jedoch eine Tochter des Paares namens Edith Marie Emily Pashley (geboren am 8. Juni 1853) und bezeichnet diese als „die älteste Tochter“, was also auf die Existenz mindestens einer weiteren Tochter, streng genommen ja auf zwei weitere Töchter hinweist.

## Schriften
- 1837: Travels in Crete. 2 Bände. Cambridge: Pitt Press / London: John Murray. (UB Heidelberg digital: Band I – Band II) (Google: Band I – Band II)
- 1852: On Pauperism and Poor Laws. London: Longman, Brown, Green and Longmans (Google)
- 1854: Observations on the Government Bill for Abolishing the Removal of the Poor and Re-distributing the Burden of Poor-rate with a Proposal for More Equitably Re-distributing that Burden. London: Longman, Brown, Green and Longmans